# Ozierowka (rejon fatieżski)
Ozierowka (ros. Озеровка) – osiedle typu wiejskiego w zachodniej Rosji, w sielsowiecie sołdatskim rejonu fatieżskiego w obwodzie kurskim.

## Geografia
Miejscowość położona jest nad Usożą (lewy dopływ Swapy w dorzeczu Sejmu), 1 km od centrum administracyjnego sielsowietu (Sołdatskoje), 8 km na zachód od centrum administracyjnego rejonu (Fatież), 48 km na północny zachód od Kurska, 5 km od drogi magistralnej (federalnego znaczenia) M2 «Krym» (część trasy europejskiej E105).
W osiedlu znajdują się 3 posesje.
Klimat
Miejscowość, jak i cały rejon, znajduje się w strefie klimatu kontynentalnego z łagodnym ciepłym latem i równomiernie rozłożonymi opadami rocznymi (Dfb w klasyfikacji klimatów Köppena).

## Demografia
W 2010 r. osiedle zamieszkiwało 8 osób.